# Lybia edmondsoni
Lybia edmondsoni är en kräftdjursart som beskrevs av Hisayoshi Takeda och Miyake 1970. Lybia edmondsoni ingår i släktet Lybia och familjen Xanthidae. Inga underarter finns listade i Catalogue of Life.

## Bildgalleri

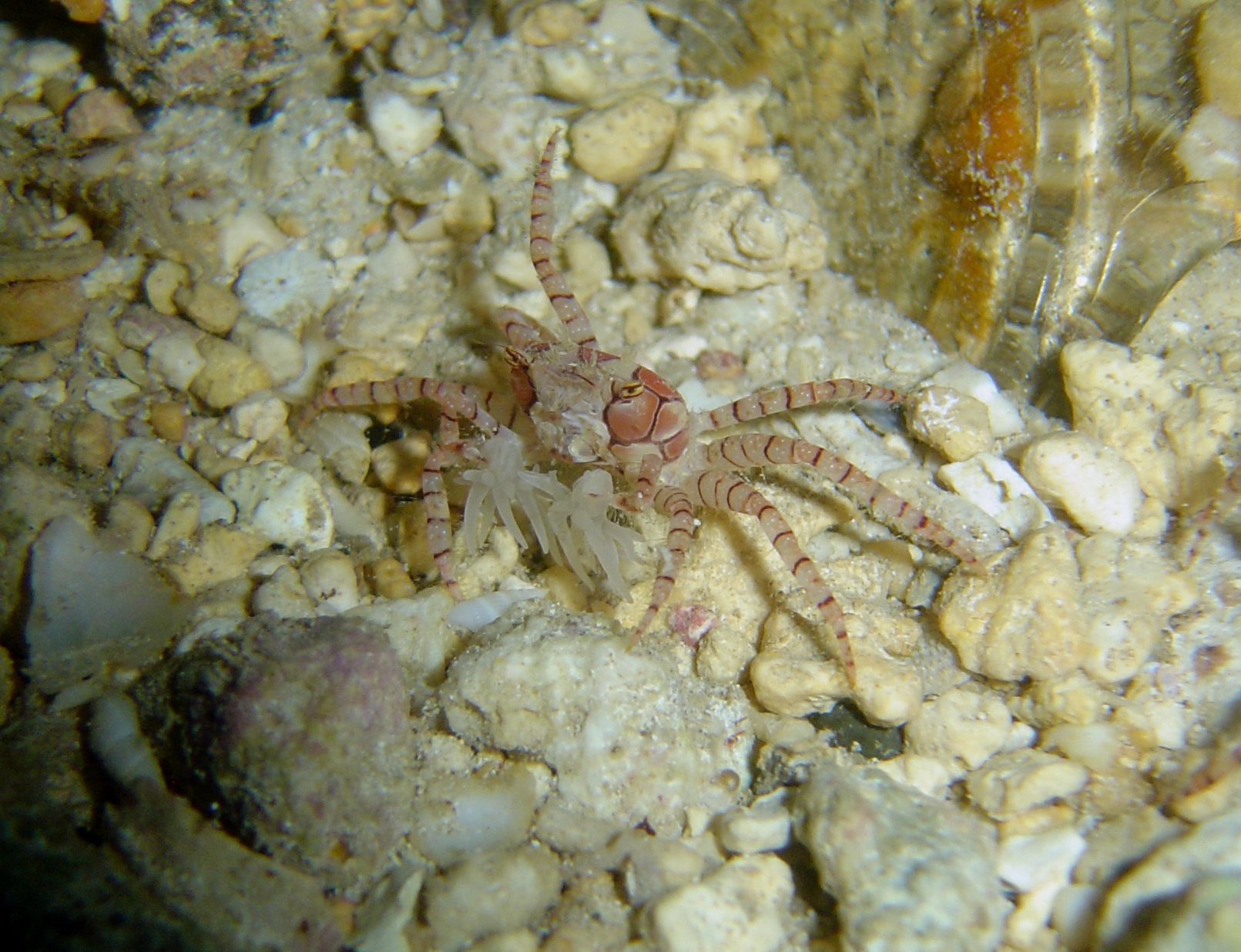